# Гней Невій
Гней Невій (лат. Gnaeus Naevius; бл. 274 — бл. 200 до н. е.) — давньоримський письменник, другий в тріаді ранніх латинських епічних поетів і драматургів, разом з Лівієм Андроніком та Квінтом Еннієм.

## Біографія
Походив з однієї з латинських громад Кампанії і належав до плебейського роду Невіїв. Рік і місце народження точно невідомі. В молодості був солдатом Першої Пунічної війни, яку оспівав у своїй поемі «Bellum Punicum», що стала першим оригінальним римським епічним твором.
Після Першої Пунічної війни, оселився в Римі та почав займатись літературною діяльністю за прикладом Лівія Андроніка. Починав з перекладів грецьких п'єс в жанрі fabulae palliatae, де актори виступали у грецьких плащах (костюмах). Хоча Невій і слідував грецьким оригіналам, але обробляв їх набагато вільніше, ніж Лівій Андронік та додавав персонажам римський колорит та політичну актуальність. В 223 до н. е. його п'єса вперше була поставлена на сцені. Обробляючи грецькі оригінали, дві чи навіть три грецькі п'єси він об'єднував у одну власну, тобто, першим використав прийом комітації (лат. contaminatio). З часом, перейшов до написання власних творів у жанрі fabulae togatae, де актори були вдягнуті у римське вбрання (тоги). Сюжети для цих вистав він позичав і переробляв з грецьких п'єс, але деякі брав з повсякденного життя римлян.
За назвами відомо про його 6 трагедій та 37 комедій, але самі твори дійшли до нас лише в уривках. Найбільший талант він проявив у комедіях. Волкацій Седигіт у своєму каноні римських коміків (Gell. N. А. XV, 24), ставить його на третє місце, після Плавта і Плінія Молодшого.
Невій створив власний різновид історичної п'єси, що отримав назву fabula praetexta. У своїх претекстах, на відміну від давньогрецьких драматургів, Невій писав не про міфологічні, а про реальні римські історичні події. За свідченням Авла Геллія (3, 3, 15), ці твори, що принесли йому славу, були також і причиною його нещасть: висміюючи в них пороки сильних і владних людей з аристофанівською свободою, він збурив проти себе ненависть таких впливових осіб, як Цецилії Метелли та Сципіони. Зрештою, вони висунули звинувачення і на підставі закону XII таблиць про дифамацію Невія було засуджено та ув'язнено. Пізніше, його було звільнено завдяки втручанню народних трибунів, але вигнано з батьківщини. Невій перебрався до Карфагенської держави, де він і помер в Утіці близько 200 р. до н. е.
До пізніших часів Гней Невій залишався улюбленим письменником багатьох освічених людей, чому немало сприяла чистота і виразність його мови. Його поема про Пунічну війну сильно вплинула не тільки на Квінта Еннія, але і на Вергілія. Твори Невія пізніше читали Цицерон і Марк Аврелій, які були їх палкими шанувальниками.

### Епітафія
До нас дійшла епітафія Гнея Невія. Історики вважають, що він сам є її автором.
| Текст оригіналу | Переклад |
| --- | --- |
| Immortales mortales si foret fas flere, flerent diuae Camenae Naeuium poetam. itaque, postquam est Orchi traditus thesauro, obliti sunt Romani loquier lingua Latina. | Якби безсмертні могли за смертних плакати, Тоді б божественна Камена оплакувала Невія. Бо після того, як він був переданий Оркусу як скарб, Римляни прямо забули говорити латинською мовою. |

## Твори
Найвідомішими його п'єсами були: «Егіст», «Лікург», «Андромаха», «Гектор, що вирушає», «Троянський кінь». Остання виконувалася на відкритті театру Помпея (55 рік до н. е.).[джерело?] Особливо популярними були його претексти «Ромул» — про засновника Риму, та «Класцидій» — про сучасну історичну подію — перемогу Клавдія Марцелла над галатами у 222 р. до н. е.
До нас твори Гнея Невія дійшли лише в небагатьох фрагментах, які збирали О. Риббек («Scaenicae Romanorum poësis fragmenta» (3 вид., 1897—1898), І. Фалено («Cn. N. de bello Punico reliquiae», Лпц., 1854) та Л. Ад. Миллер («Cn. N., essai sur les commencements de la poésie à Rome» (Льеж, 1877).

### Список творів, назви яких збереглися
- Acontizomenos (комедія)
- Aegisthus («Егіст», трагедія)
- Aesiona (трагедія)
- Agitatoria (комедія)
- Agrypnuntes («Безсонні люди», комедія)
- Andromacha («Андромаха», трагедія)
- Appella (комедія)
- Astiologa (комедія)
- Clastidium («Класцидій», fabula praetexta)
- Colax («Підлесник», комедія)
- Corollaria («Гірлянди», комедія)
- Danae («Даная», трагедія)
- Dementes («Божевільні люди», комедія)
- Dolus («Хитрість», комедія)
- Equus Troianus («Троянський кінь», трагедія)
- Figulus («Гончар», комедія)
- Glaucoma («Катаракта», комедія)
- Hariolus («Ворожка», комедія)
- Hector Proficiscens («Гектор, що вирушає», трагедія)
- Leo («Лев», комедія)
- Lycurgus («Лікург», трагедія)
- Nautae («Мореплавці», комедія)
- Paelex («Наложниця» або «Коханка», комедія)
- Personata («Леді в масці», комедія)
- Projectus (комедія)
- Quadrigemini («Квартет» або «Четвірка», комедія)
- Romulus або Alimonium Romuli et Remi («Ромул» або «Розплата Ромула і Рема», fabula praetexta)
- Stalagmus (комедія)
- Stigmatias («Татуйований чоловік», комедія)
- Tarentilla (комедія)
- Triphallus («Чоловік із трьома пенісами», комедія)

### Bellum Punicum
Поема Гнея Невія «Bellum Punicum» («Пунічна війна») стала першим оригінальним римським епічним твором, який він написав опираючись на власний воєнний досвід та усну римську традицію. Твір складався з 7 книг і був написаний cатурнійським віршем.
В перших двох книгах розповідалася міфічна історія Риму та Карфагену. Оповідь починалася з загибелі Трої і опису мандрів Енея, який покинув місто. Далі він потрапив у бурю, яку послала на нього ворожа троянцям Юнона, але, зрештою, прибув до Італії. З земними подіями епосу чергуються події на небесному олімпі: мати Енея Венера, заступилася за свого сина перед Юпітером. Далі містилося також сказання про заснування Рима Ромулом, якого Невій уявляв собі онуком Енея. Згадував Невій і про царицю Дідону, засновницю Карфагена. В наступних п'яти книгах йшлося про події Першої Пунічної війни. Від твору збереглися лише фрагменти.
Ці оповіді Невія, що нагадують деякі епізоди «Одіссеї», згодом використав Вергілій при написанні «Енеїди».
Спроба описати у поемі реальні історичні події робить твір чи найдавнішою систематизованою римською історичною працею, що дійшла до нас. За це деякі сучасні дослідники називають Гнея Невія першим римським істориком.

## Цитати[джерело?]
- Що придбано нечесно, то порохом піде.
- Приємна похвала з вуст людей, гідних похвали.
- Ні з отроків не виріс, ні до юних ще не доріс.
- Хто цибулю жує, той лівим оком сльози ллє.
- І хочеться, і лячно, а зробити б!

## Зауваження
1. ↑  Деякі джерела повідомляють про першу постановку п'єси у 235 до н.е.
2. ↑  Деякі дослідники вважають, що Невій був основоположником жанру тогати

### Довідники
- Gnaeus Naevius в онлайн-версії «Encyclopædia Britannica».  (англ.)
- Невий, Гнэй // Новый энциклопедический словарь / Під заг. ред. акад. К. К. Арсеньєва. — 1911—1916. (рос.)
- Невий, Гней // Энциклопедический словарь : в 86 т. (82 т. и 4 доп.). — СПб. : Ф. А. Брокгауз, И. А. Ефрон, 1890—1907. (рос.)
- Naevii // Реальный словарь классических древностей / под ред. членов Общества классической филологии и педагогики Любкер Ф., Ф. Гельбке, Л. Георгиевского, Ф. Зелинского, В. Канского, М. Куторги и П. Никитина. — СПб., 1885.(нім.)(рос.)

### Книжки
- Ковалев С. И. История Рима. — Ленинград : Издательство Ленинградского государственного университета, 1948. — 809 с. (рос.)
- Машкин Н.А. История Древнего Рима. — Москва : Высшая школа, 2006. — 779 с. — ISBN 978-5-6047267-8-5. (рос.)